# Виллеран
Виллера́н (Гислера́н; фр. Willeran, Gisleran; умер не позднее 902 или 903) — епископ Каркассона (не позднее 883 — не позднее 902 или 903).

## Биография
Раннесредневековая история Каркассона довольно скудно освещена в современных событиям исторических источниках. В том числе, до сих пор неизвестна точная последовательность глав Каркассонской епархии этого времени. До последней трети XIX века считалось, что епископом здесь в 870-х годах был Арнульф, упоминаемый как аббат Анианского монастыря в 853 году и как глава каркассонской кафедры в документе о событиях 887 года. Однако после опубликования полного текста обнаруженной в архиве Сен-Жильского аббатства буллы папы римского Иоанна VIII от 18 августа 878 года, в которой епископом Каркассона был назван Леотгарий, занятие Арнульфом местной кафедры стало подвергаться историками серьёзному сомнению и в настоящее время его имя отсутствует в ряде списков глав Каркассонской епархии.
Первое достоверное свидетельство о Виллеране как о епископе Каркассона относится к 24 февраля 883 года, когда он вместе с графом Акфредом I и виконтом Сикфредом председательствовал на судебном заседании, по просьбе аббата монастыря Сен-Илер Рекамонда расторгнувшем сделку об обмене землями между обителью и неким Эрменардом.
«Житие святого Теодарда» сообщает, что летом 885 года Виллеран и епископ Безье Агильберт прибыли в Нарбону, чтобы руководить избранием преемника скончавшегося архиепископа Сегебода, их митрополита. Утвердив избранного духовенством и жителями города святого Теодарда в сане архиепископа, они в сотрудничестве с епископом Эльны Одесиндом 15 августа провели церемонию интронизации нового главы Нарбонской архиепархии.
17 ноября 887 года епископ Виллеран принял участие в церковном соборе в прекратившем позднее существование селении Порт (около Нима). На этом собрании, созванном по требованию святого Теодарда, присутствовали не только все епископы-суффраганы Нарбонской митрополии, но и главы некоторых соседних епархий, включая архиепископов Ростана Арльского, Матфрида Эксского и Эрмольда Амбрёнского. Здесь за незаконный захват Урхельской епархии был осуждён самозванный епископ Эсклуа. Однако, несмотря на осуждение этого прелата собором в Порте, возглавляемая им схизма епархий будущей Каталонии, желавших приобрести самостоятельность от Нарбонской митрополии, продолжалась до 892 года.
19 апреля 897 года Виллеран присутствовал на втором соборе в Порте, прошедшем под председательством архиепископа Нарбоны Арнуста. На этом собрании епископ Магелона Аббон был признан виновным в захвате земель, принадлежавших аббатству Сен-Жан-Батист-де-Кокон.
Участие Виллерана в соборе в Порте в 897 году — последнее свидетельство о нём в современных ему исторических источниках. Предполагается, что он скончался не позднее 902 или 903 года, когда новым главой Каркассонской епархии впервые был назван святой Гимер.